# Walther Fröstell
Walther Fröstell, född den 15 februari 1913 i Blädinge, Alvesta kommun, död den 11 februari 2010 i Solna, var en svensk sportskytt och deltagare i Olympiska spelen åren 1948, 1952 och 1960.

## Biografi
Fröstell föddes i Blädinge, som son till hemmansägare Alfred Svensson och dennes hustru Amanda. Under åren 1936–1939 utbildades han vid Arméns underofficerskola och blev sergeant vid ingenjörstrupperna år 1939 och fanjunkare år 1947. Under åren 1963–1969 var han anställd vid försäkringsbolaget Skandia och Förenade Liv och var under åren 1970–1981 konsulent vid Svenska Sportskytteförbundet.
Fröstell vann en individuell seger i landskampen i armégevärsskytte mot Finland år 1943. Han deltog i Olympiska spelen i London år 1948, där han blev 17:e i frigevär helmatch, i Helsingfors år 1952 där han blev 9:a i korthåll liggande, 14:e i korthåll helmatch och 8:a i frigevär helmatch, samt i i Rom år 1960, där han kom på 26:e plats i korthåll helmatch. Fröstell tillhörde Ing 1 IF.
Fröstell gifte sig år 1943 med Inga Fromm, född 1923.